# 奥林匹克公园站 (长春市)
奥林匹克公园站是长春轨道交通8号线车站长春市，位于长春市宽城区鑫盛大路，为一高架站点。2018年10月30日试运营。